# Bagá

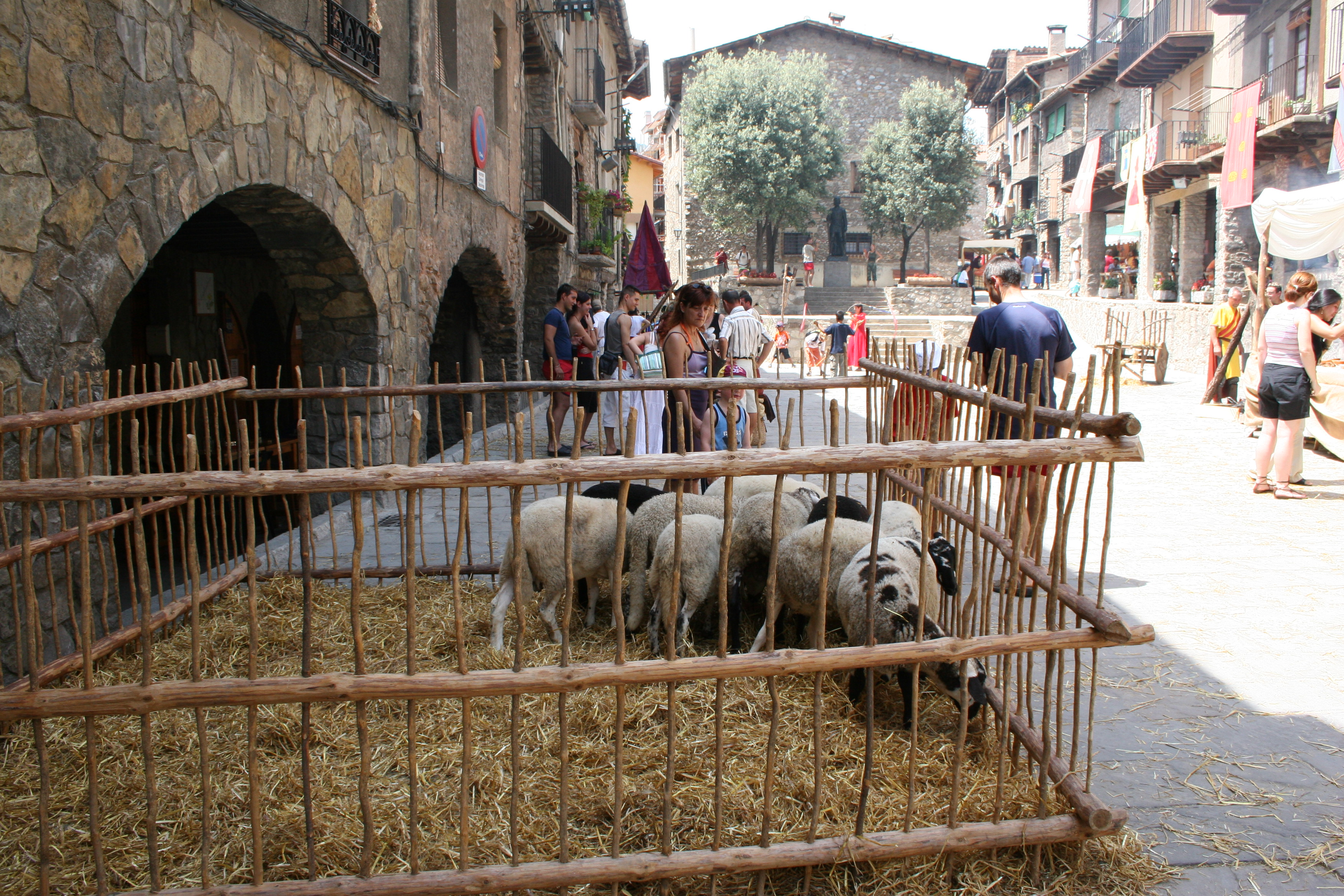
Plaza porticada de Bagá. Feria Medieval.

Bagá (en catalán: Bagà) es un municipio español perteneciente a la provincia catalana de Barcelona. Forma parte de la comarca del Bergadá. Al sur de Bagá, a unos 2 km de distancia, se encuentra el barrio de Terradelles, que forma parte del municipio.Cuenta con una población de 2182 habitantes (INE 2024).

## Situación
La población se encuentra a 20 km de Berga y a 28 km de Puigcerdá,  donde se puede llegar a través del túnel del Cadí (la boca sur del cual se encuentra a 6 km de Bagá). Está situado en el valle del río Bastareny, afluente por la derecha del Llobregat.
Está en el norte del Alto Bergadá, en la provincia de Barcelona, y a una altitud de 786 metros sobre el nivel del mar.

## Historia
Su localización actual data del siglo XIII, cuando los barones de Pinós decidieron construirla con una regulación urbanística de la que sólo queda el casco antiguo con una gran plaza, la iglesia (estilo transición del románico al gótico) y el Palacio de los Pinós (actualmente en proceso de restauración después de haber sido utilizado para diferentes funciones, entre ellas las de vivienda y granja).
En la actualidad, y después de las crisis del sector textil y el cierre de las minas de carbón, la población de Bagá se ha estabilizado alrededor de los 2100 habitantes.
Actualmente, la mayoría de la población activa se dedica al sector de servicios, ya que el turismo es el futuro más claro que puede verse en la zona a causa de su situación dentro del Parque natural del Cadí-Moixeró, su proximidad a zonas de esquí (Coll de Pal, La Molina, Masella), su riqueza cinegética (caza, pesca de la trucha de río, recolecta de setas, etc.) y la recuperación de fiestas y tradiciones.
Una leyenda del pueblo es "el Rescate de las 100 doncellas".  Es un relato medieval sobre la maravillosa liberación de los nobles catalanes Galceran II de Pinós y el caballero Sancerni, vasallo de este. La leyenda está ambientada en la conquista de Almería por parte de Ramón Berenguer IV, que terminó el 11 de octubre de 1147 y en la que participó activamente Galceran de Pinós, almirante de la flota catalana, enviado por el Conde de Barcelona.
El relato cuenta la fantástica historia del noble Galceran de Pinós, prodigiosamente liberado de la prisión sarracena por la intervención de San Esteban sin haber tenido que pagar el costoso rescate exigido por el rey de Almería y Granada, el cual incluía cien doncellas de la Baronía de Pinós.
La leyenda, de tradición oral, quedó fijada por escrito aproximadamente durante la segunda mitad del siglo XIV en el Real Monasterio de Santa María de Santes Creus, lugar de sepultura de Galceran de Pinós. Se cree que fue obra del monje cronista Bernat Mallol.

## Economía
Su economía se centraba en la industria textil y en la minería durante los siglos XVIII, XIX y XX, pero debido a la crisis de estos sectores, se ha orientado al turismo rural y al turismo de invierno debido a su excelente situación en el PrePirineo, cerca de importantes instalaciones de deportes de invierno y de la comarca de la Cerdaña a la que se accede a través de túnel del Cadí.

## Demografía
Bagá cuenta con una población de 2182 habitantes (INE 2024).
| Gráfica de evolución demográfica de Bagá entre 1842 y 2021                                                            |
| |
| Población de derecho según los censos de población del INE. Población de hecho según los censos de población del INE. |

| 1900 | 1930 | 1950 | 1970 | 1981 | 1986 | 2008 | 2017 |
| ---- | ---- | ---- | ---- | ---- | ---- | ---- | ---- |
| 800  | 1021 | 1275 | 2388 | 2130 | 2154 | 2321 | 2149 |

## Administración
| Periodo   | Nombre                                                             | Partido       |
| --------- | ------------------------------------------------------------------ | ------------- |
| 1979-1983 | Manuel Cascante Davila                                             | Independiente |
| 1983-1987 | Ignasi Camps Roca                                                  |               |
| 1987-1991 | Josep Canals Farra                                                 | CiU           |
| 1991-1995 | Josep Canals Farra                                                 | CiU           |
| 1995-1999 | Josep Manuel Vargas Pérez Ignasi Camps Roca (1997-1999)            | CiU PSC       |
| 1999-2003 | José María Barrabés de Arribas                                     | CiU           |
| 2003-2007 | Sergi Roca i Vargas (2003-2004) Nicolás Viso Alamillos (2004-2007) | CiU PSC       |
| 2007-2011 | Nicolás Viso Alamillos                                             | PSC           |
| 2011-2015 | Nicolás Viso Alamillos                                             | PSC           |
| 2015-2019 | Nicolás Viso Alamillos                                             | PSC           |
| 2019-2023 | Joan Oña Folcrà                                                    | ERC           |
| 2023-act. | Lluís Casas Prados                                                 | PSC           |

## Gastronomía
Bagá destaca por su rica cocina catalana. Entre sus platos más típicos se encuentran la escudella y carn d'olla, el maíz escuadrado, 
las patatas secas con picatostes, la sopa de caldo de caldero, níscalos a la brasa, "all i oli" (ajo con aceite ligados) de Navidad, la coca con pimiento y arenques y las fresas silvestres.
Antiguamente, con los huevos que se habían recogido durante los cánticos de las Coplas (Camigeres, como se dice en Bagá), se hacían tortillas que se repartían entre la chiquillada y los mayores. La fiesta se mantiene todavía, conservando así esta antigua tradición.

## Museo Cátaro
En Bagá hay un museo cátaro-medieval . Por allí se realiza la Ruta de los Hombres Buenos, la ruta que siguieron los cátaros huyendo desde el Languedoc francés hacia Cataluña. Los Cátaros eran un movimiento de carácter gnóstico que surgió a mediados del siglo XI, etiquetado como herético por la Iglesia Católica de la época. Hubo comunidades cátaras por toda Europa occidental, pero su foco central estuvo en 
Occitania —Languedoc y Provenza— en el sur de Francia, hasta su completa destrucción a partir de principios del siglo XIII, en que el papado lanzó una cruzada en su contra.